# Stibara subpunctata
Stibara subpunctata är en skalbaggsart som beskrevs av Stephan von Breuning 1954. Stibara subpunctata ingår i släktet Stibara och familjen långhorningar.
Artens utbredningsområde är Myanmar. Inga underarter finns listade i Catalogue of Life.